# Флаг муниципального округа Москворечье-Сабурово
Флаг муниципального округа Москворе́чье-Сабу́рово в Южном административном округе города Москвы Российской Федерации — опознавательно-правовой знак, служащий официальным символом муниципального образования.
Ныне действующий флаг утверждён 3 декабря 2019 года и внесён в Государственный геральдический регистр Российской Федерации с присвоением регистрационного номера 12825.

## Описание
«Прямоугольное двухстороннее полотнище, с отношением ширины к длине 2:3, в верхней части которого горизонтальная волнистая белая полоса шириной в 1/5 к ширине флага; нижняя часть полотнища разделена на две половины красного и зелёного цвета, на которых воспроизведены фигуры из герба муниципального округа Москворечье-Сабурово исполненные в жёлтом цвете».
Описание герба: «В рассечённом червлёном и зелёном поле под серебряной волнистой главой — яблоня с корнями и тремя плодами, сопровождённая справа копьём в столб, а слева обращённой вниз стрелой; все фигуры золотые».

## Обоснование символики

Герб рода Сабуровых.

Муниципальный округ Москворечье-Сабурово создан в территориальных границах района города Москвы и который в свою очередь под аналогичным названием был образован 5 июля 1995 года. Происхождение названия данного муниципального образования связано с находившимся ранее на этом месте рабочим посёлком Сабурово и открытой рядом с посёлком в начале 1920-х годов платформой «Москворечье» Курской железной дороги. В свою очередь название посёлка перешло от одноимённого села. Это село стояло на правом, высоком берегу Москвы-реки, вдоль Каширского шоссе вплоть до середины 1980-х годов. Берег в этом месте круто обрывается к реке.
В сохранившихся источниках село Сабурово упоминается впервые с 20-х годов XVII века, когда оно было присёлком села Коломенского и входило в Коломенскую дворцовую волость в качестве царских садовых, ягодных и огородных угодий. Возникновение присёлка обычно связывают с родом бояр Сабуровых. С 1570 по 1610 годы эти земли принадлежали знатному роду бояр Сабуровых бывших близкими родственниками царя Ивана Грозного (через женитьбу его сына).
Для своего времени крестьяне села были довольно зажиточными. Такое положение объясняется тем, что, пользуясь близостью села Сабурово к Москве и нахождением его почти на самой Каширской дороге, сабуровские крестьяне, платившие лишь денежный оброк, стали разводить сады, торговать фруктами и ягодами в столице. Это занятие было весьма доходным и служило источником благосостояния всей окрестной округи.
После открытия в начале 1920-х годов возле Сабурова платформы Москворечье Курской железной дороги село быстро становится довольно популярным дачным местом. Жители сдавали свои дома дачникам, которых привлекало сюда хорошее купанье и рыбная ловля, обилие садов и ягод в окрестных лесах.
В 1938 году село Сабурово стало рабочим посёлком.
До 1960 года Сабурово располагалось на территории Московской области. И в этом же году рабочий посёлок вошел в черту города Москвы. С начала 1970-х годов здесь начинается массовая жилая застройка, к 1984—1985 годах окончательно сносятся последние частные дома рабочего посёлка Сабурово. Ныне о нём напоминает лишь церковь, возвращённая в годы перестройки верующим.
Белая волнистая полоса символизирует водную гладь Москвы-реки, Царицынских и Борисовских прудов, окружающих с трёх сторон муниципальный округ Москворечье-Сабурово.
Золотая яблоня обозначает изначальную деятельность жителей присёлка Сабурово по разведению садов, ягодников и огородов.
Красная и зелёная части полотнища символизируют принадлежность данной местности к летней царской резиденции, а также существовавшие на этой территории сады, ягодники и огороды из которых поставлялись к царскому столу фрукты, ягоды и овощи.
Золотые копьё и стрела, расположенные слева и справа от золотой яблони — элемент из герба рода Сабуровых, давших своё имя названию данной местности.
Примененные на флаге цвета символизируют:
красный цвет — символ власти, храбрости, мужества, неустрашимости, великодушия;
зелёный цвет — символ природы, роста, жизни, молодости;
жёлтый цвет (золото) — символ надежности, богатства, стабильности, устойчивости и процветания;
белый цвет (серебро) — символ чистоты, верности, открытости, надежности и доброты.

## Первый флаг
Первый флаг муниципального образования Москворечье-Сабурово был утверждён 26 августа 2004 года
Законом города Москвы от 11 апреля 2012 года № 11, муниципальное образование Москворечье-Сабурово было преобразовано в муниципальный округ Москворечье-Сабурово.
Описание
«Флаг муниципального образования Москворечье-Сабурово представляет собой двустороннее, прямоугольное полотнище с соотношением сторон 2:3.
Полотнище состоит из верхней белой полосы с нижним волнистым краем, в остальной части вертикально разделено на две равновеликие части: прилегающую к древку красную и зелёную. Габаритная ширина волнистой линии деления составляет 1/40 ширины полотнища, а осевая линия деления находится на расстоянии 1/4 ширины полотнища от его верхнего края.
В красной части полотнища параллельно древку помещено изображение жёлтого копья остриём вверх и жёлтой стрелы остриём вниз. Габаритные размеры изображения составляют 1/10 длины и 5/8 ширины полотнища. Центр изображения находится на расстоянии 5/24 от бокового края полотнища, прилегающего к древку, и на расстоянии 3/8 ширины полотнища от его нижнего края.
В зелёной части полотнища помещено изображение жёлтой яблони. Габаритные размеры изображения составляют 9/40 длины и 9/16 ширины полотнища. Центр изображения находится на расстоянии 5/24 от бокового края полотнища, противоположного древку, и на расстоянии 3/8 ширины полотнища от его нижнего края».
Обоснование символики
Белая волнистая полоса символизирует водные пространства Москвы-реки, Царицынских и Борисовских прудов, окружающих Москворечье-Сабурово с трёх сторон.
Стрела и копьё — атрибуты герба рода Сабуровых, исторически значительного и знаменитого, основавшего в 1571 году село Сабурово. Название села сохранилось в современном названии муниципального образования.
Красный цвет полотнища символизирует прошлое местности, как части первой из подмосковных царских дачных резиденций (в составе дворцового Коломенского хозяйства).
Жёлтая яблоня на зелёной части полотнища символизирует зарождение на территории Москворечье-Сабурово, в присёлках пустоши Беляевой и Черногрязной, российского садоводства и огородничества, начавшегося с выращивания царскими людьми для царского стола овощей, ягод и фруктов. Посаженные в XVI—XVII веках яблоневые и вишнёвые сады процветали вплоть до 30-х годов XX века.